# باتريك كارفاليو
باتريك كارفاليو (6 فبراير 1997 بريو دي جانيرو في البرازيل - ) هو لاعب كرة قدم برازيلي في مركز الهجوم يلعب حالياً في نادي النهضة. لعب سابقاً مع نادي الأخدود ونادي الساحل ونادي الانصار.

## وصلات خارجية
- باتريك كارفاليو على موقع قاعدة بيانات كرة القدم.إي يو (الإنجليزية)